# Lombardština
Lombardština je románský jazyk používaný v Itálii a ve Švýcarsku.
Encyklopedie jazyků Evropy uvádí, že dnes se dialekty lombardštiny mluví ve střední části údolí Pádu a přilehlé části Alp už velmi zřídka. Nicméně v roce 1987 z celkového počtu 8 mil. obyvatel Lombardie mluvilo dialektem v rodině 43,7 % obyvatel.

## Příklady

### Číslovky
| Lombardsky | Česky |
| vun / vuna | jeden |
| duu / do   | dva   |
| tri / tre  | tři   |
| quater     | čtyři |
| cinch      | pět   |
| ses        | šest  |
| set        | sedm  |
| vot        | osm   |
| noeuv      | devět |
| des        | deset |

## Vzorový text
Otčenáš (modlitba Páně):
Pader noster, Ca ta seet in
dal ciel, Santificat ul to nom.
Venga ul to regn.
Fata la to voluntà,
In sci in ciel, e istes in tera.
Dag a nunt incoeu
ul noster pan quotidian.
E rimett a nunt i noster debit,
Insci anca nunt ie rimetem
ai noster debitur.
Lassa nunt minga
ala tentasiun,
Ma libera nunt dal ma.

### Všeobecná deklarace lidských práv
| lombardsky | Töcc i véser umà i nas líber e precís en dignità e diricc. I è dotacc de rizú e de coscenssa e i ga de comportà-s, de giü con l'óter, en spírit de fradelanssa. |
| česky      | Všichni lidé se rodí svobodní a sobě rovní co do důstojnosti a práv. Jsou nadáni rozumem a svědomím a mají spolu jednat v duchu bratrství.                      |